# Байич, Крсто
Крсто Вукович Байич (серб. Крсто Вуке Бајић / Krsto Vuke Bajić; 12 сентября 1919, Беране — 23 августа 1944, Негбина) — югославский партизан Народно-освободительной войны, Народный герой Югославии. Воинское звание: майор.

## Биография
Родился 12 сентября 1919 в Беране в семье Вука Байича. Имел брата Мойсо. Учился в Белградском университете на философском факультете, занимался активной политической деятельностью. Состоял в Союзе коммунистической молодёжи Югославии. В 1939 году был принят в Коммунистическую партию. Неоднократно подвергался преследованию со стороны полиции.
После начала войны Байич ушёл в партизанское подполье. В среде партизан выделялся как неутомимый и очень энергичный боец, доказав свою отвагу в первых боях. Был политруком 1-го батальона 1-й пролетарской ударной бригады, с 1944 года занимал должность политрука 3-й краинской пролетарской ударной бригады.
Прославился Крсто в битве за Плевлю 1941 года и в битве за Ливно в ходе Четвёртого наступления. В апреле 1943 года во время форсирования Дрины первым переплыл почти полностью замёрзшую реку, держа пистолет в зубах. Своим примером он дал сигнал и другим солдатам. А во время боёв за Ливно он при помощи всего пятерых соратников выбил немцев из казарм, которые тянули время, пытаясь начать переговоры с осаждавшими их партизанами. Осаждавшие титовцы разгадали замысел немцев и отправили группу из шести человек, где был и Байич. Вооружённые винтовками и гранатами, шестеро югославов уничтожили вражеские силы.
В августе 1944 года 3-я краинская пролетарская ударная бригада вела бои с чётниками. В одном из таких боёв был убит и Крсто Байич 23 августа 1944. 13 марта 1945 Антифашистское вече народного освобождения Югославии присвоило ему звание Народного героя Югославии посмертно.